# 巴什基姆·菲诺

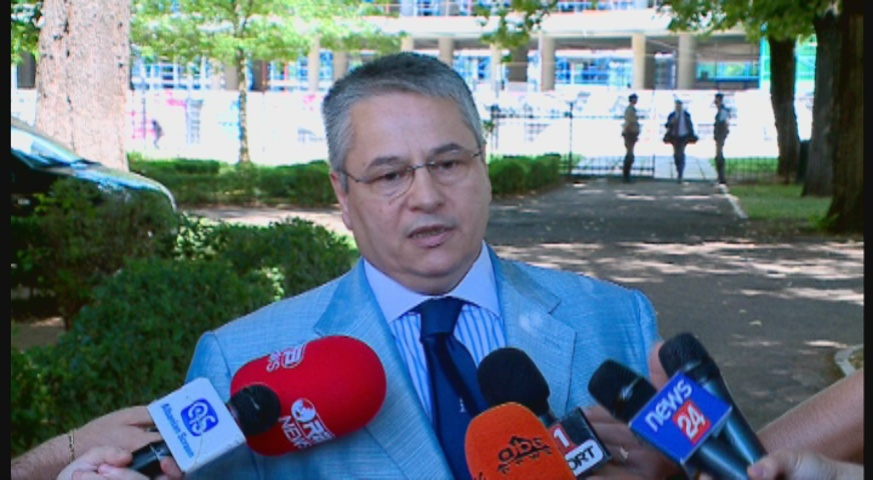

巴什基姆·菲诺（1962年10月12日—2021年3月29日） 阿尔巴尼亚的政治家和前总理(第28任)。
菲诺在地拉那和美国攻读经济学，1986年地拉那大学经济系财经专业毕业。此后他在吉诺卡斯特曾作为一名经济学家，1992年担任吉诺卡斯特市长。他已婚并有两个孩子。
1997年，由于假集资活动导致的金融混乱，反对党阿尔巴尼亚社会党持续抗议，举行游行和暴乱，导致以亚历山大·梅克西为总理的民主党政府失去控制，于3月2日集体辞职。3月11日民主党总统萨利·贝里沙任命吉诺卡斯特市长、民主党人菲诺组建民族和解政府。1997年7月大选，社会党赢得大多数选票，由法托斯·纳诺组成社会党政府。
2002年菲诺任潘代利·马伊科政府的地方政府事务部长，2004至2005年任国土整治和旅游部长，目前是科赤州选区国会议员。